# Tadpoles
Tadpoles è il terzo album studio della Bonzo Dog Doo-Dah Band, pubblicato nel 1969. È in gran parte una raccolta delle loro canzoni della serie televisiva Do Not Adjust Your Set, nel quale loro suonavano. L'album pubblicato negli Stati Uniti d'America aveva delle tracce leggermente diverse da quelle dell'album pubblicato in Gran Bretagna. La versione statunitense rimosse I'm the Urban Spaceman e aggiunse la canzone Readymades. Nel 2007 l'album fu ripubblicato dalla EMI con cinque tracce bonus.

## Tracce

### Lato A
1. Hunting Tigers Out in Indiah - 3:06
2. Shirt - 4:28
3. Tubas in the Moonlight - 2:23
4. Dr. Jazz - 2:40
5. Monster Mash - 2:59
6. I'm the Urban Spaceman - 2:23

### Lato B
1. Ali-Baba's Camel - 2:31
2. Laughing Blues - 3:44
3. By a Waterfall - 3:08
4. Mr. Apollo - 4:20
5. Canyons of Your Mind - 3:03

### Tracce bonus della ristampa del 2007
1. Boo!
2. Readymades
3. Look at Me I'm Wonderful
4. We Were Wrong
5. The Craig Torso Christmas Show